# Liste der Bodendenkmale in Meldorf
In der Liste der Bodendenkmale in Meldorf sind die Bodendenkmale der Stadt Meldorf nach dem Stand der Bodendenkmalliste des Archäologischen Landesamts Schleswig-Holstein von 2016 aufgelistet. Die Baudenkmale sind in der Liste der Kulturdenkmale in Meldorf aufgeführt.
| Denkmal-ID           | Befundart           | Bezeichnung            | Zeitstellung                 | Lage | Bemerkungen | Bild |
| -------------------- | ------------------- | ---------------------- | ---------------------------- | ---- | ----------- | ---- |
| aKD-ALSH-Nr. 000 255 | Grabmal > Grabhügel | Grabhügel „Galgenberg“ | Vor- und/oder Frühgeschichte |      |             |      |